# Округ Глен (Калифорнија)
Глен (енгл. Glenn County) је округ у америчкој савезној држави Калифорнија.

## Демографија
По попису из 2010. године број становника је 28.122, што је 1.669 (6,3%) становника више него 2000. године.
| Група             | 2000.          | 2010.          |
| Белци             | 16.548 (62,6%) | 15.717 (55,9%) |
| Афроамериканци    | 155 (0,6%)     | 231 (0,8%)     |
| Азијати           | 893 (3,4%)     | 722 (2,6%)     |
| Хиспаноамериканци | 7.840 (29,6%)  | 10.539 (37,5%) |
| Укупно            | 26.453         | 28.122         |